# Tempo ordinario

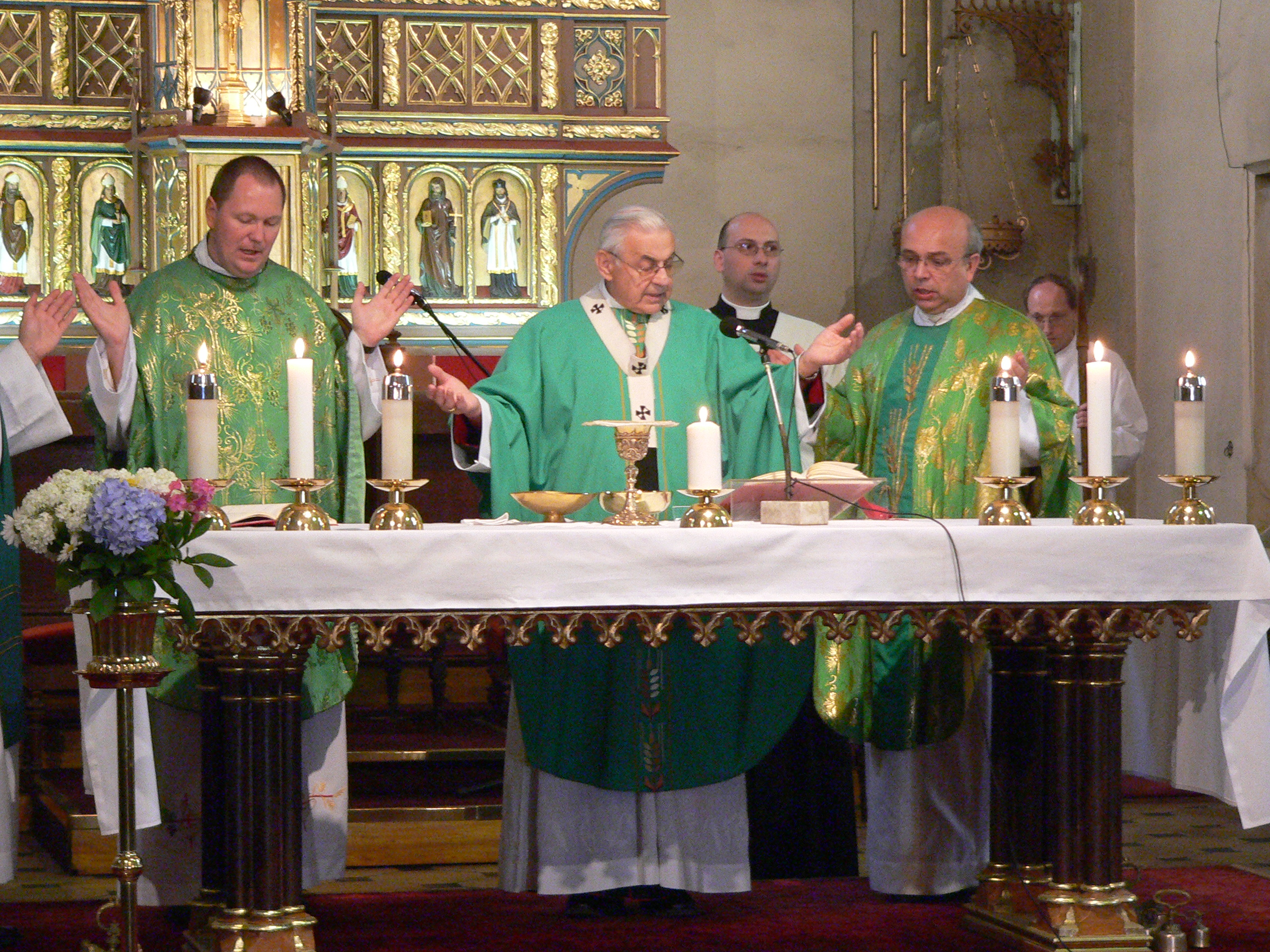
Il Cardinale Miloslav Vlk e due sacerdoti indossano i paramenti verdi durante una Messa del Tempo ordinario

Il Tempo ordinario è quel periodo dell'anno liturgico della Chiesa cattolica e di altre Chiese cristiane che copre la parte dell'anno al di fuori dei tempi forti, ovvero il Tempo di Natale e il Tempo pasquale. Nel rito romano esso va dal lunedì dopo la domenica del Battesimo del Signore all'inizio del tempo di Quaresima (che inizia con il Mercoledì delle ceneri), e riprende dopo la solennità di Pentecoste, per arrivare alle soglie del tempo di Avvento.
La durata complessiva è di trentaquattro settimane, divise tra i due periodi.
Nei tre anni A, B e C si leggono rispettivamente il Vangelo secondo Matteo, il Vangelo secondo Marco e il Vangelo secondo Luca.
La prima lettura è una lezione dell'Antico Testamento, mentre la seconda lettura, l'Epistola, propone la lettura semicontinua delle lettere di Paolo e degli altri apostoli.
Il colore liturgico che si usa nelle celebrazioni è il verde: è il colore della vita e della quotidianità feriale.
Prima della riforma liturgica di papa Paolo VI, il tempo per annum era costituito da tre periodi: le domeniche dopo l'Epifania, il Tempo di settuagesima e le domeniche dopo Pentecoste.